# Michail Beketov

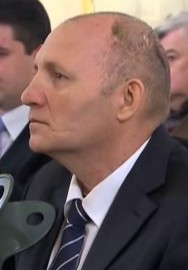
Beketov in 2012

Michail Vasilijevitsj Beketov ((Russisch: Михаил Васильевич Бекетов)  Stavropol, 10 januari 1958 – Chimki, 8 april 2013) was een Russisch journalist die uitgebreid onder de aandacht kwam doordat hij werd aangevallen nadat hij kritiek uitte op omgekochte bestuurders bij de aanleg van een snelweg tussen Moskou en Sint-Petersburg.
Berketov was hoofdredacteur van een lokale krant uit Chimki, in deze krant uitte hij regelmatig kritiek op lokale bestuurders die volgens hem corrupt waren.

## Aanval
Voor de aanleg van een nieuw stuk snelweg op de route Moskou - Sint-Petersburg moest een gedeelte van het bos van Chimki gekapt worden, hij uitte hier veel kritiek op. Als gevolg van zijn kritiek werd zijn auto in brand gestoken en zijn hond vermoord. Uiteindelijk werd hij op 13 november 2008 zelf aangevallen door een aantal onbekende mannen. Door de aanval liep Beketov zware verwondingen op aan zijn rechterbeen, verloor vier vingers en liep blijvende schade op aan zijn hersenen. Als gevolg van de aanval belandde hij in een rolstoel en was praten niet meer mogelijk. De mishandeling zorgde in binnen- en buitenland voor veel ophef.

## Dood
In 2013 overleed Beketov op 55-jarige leeftijd als gevolg van verstikking in zijn eten.